# Лета (Дискавері)

## Про епізод
Лета — шостий епізод американського телевізійного серіалу «Зоряний шлях: Дискавері», який відбувається приблизно за десять років до подій оригінального серіалу «Зоряний шлях» та показує війну між Федерацією й клінгонами. Епізод відбувається у грудні 2256 року, через три тижні після подій попереднього епізоду, «Ніж м'ясника не чує стогону ягняти». Епізод був написаний Джо Меноскі і Тедом Салліваном а режисував Дуглас Аарніокоскі.

## Зміст
Амбасадор Сарек вирушає на дипломатичне завдання до системи Канкрі.
Бернем і Тіллі спілкуються в їдальні після тренування. Лорка і Тайлер тренуються в симуляції із ураженням клінгонів. Тайлер отримує пропозицію стати керівником служби безпеки «Дискавері». Кадет-фанатик перешкоджає місії Сарека і самопідривається. Сарек встигає транспортуватися.
Тіллі бачить Тайлера і схвильовано йде до його столу. Бернем підозріла до чуток про нього. Однак, коли вона стискає йому руку, то відчуває біль Сарека. Майкл опиняється в пам'яті про себе Сарека та Аманди, коли дізналася, що не потрапила до експедиційної групи Вулкана. Раптом Сарек різко звертається до неї в свідомості і виштовхує.
Бернем опритомнює в лікарні і пояснює подорож пам'яті й вибух на дипломатичному кораблі. Її розум злився з Сареком і врятував, але також віддав частину своєї катри. Вона просить Лорку допомогти їй. Адмірал вулканців Террал підтверджує місію та попереднє місцезнаходження Сарека. Лорка обіцяє його знайти.
«Дискавері» прибуває до туманності Іридії. Лорка наказує зонди направляти в туманність, але Бернем пропонує використовувати її. Зі Стамецом вони обговорюють пошук за допомогою нейронного підсилювача. Бернем і Тіллі вирушають в туманність з Тайлером на шатлі. Після їх відбуття Лорку відвідує Корнуел, яка розлючена його рішеннями. Лорка дістає пляшку односолодового віскі, щоб полегшити настрій і дозволити їм говорити як друзі, а не офіцери.
На шатлі в туманності Тіллі намагається говорити через нервозність і хоче змусити Бернем поговорити. Тайлер перебиває, щоб сказати, що вони прибули, і Бернем підключається до інтерфейсу. Вона опиняється в пам'яті, коли мати подарувала їй копію «Пригод Аліси в країні чудес». Бернем протистоїть Сареку, і вони ментально б'ються. Тайлер наказує зупинити з'єднання з інтерфейсом. Бернем протестує, і Тайлер неохоче дозволяє їй спробувати ще раз.
Тим часом Корнуел та Лорка переживають спогад про своє минуле, випивши віскі. Корнуел звертається до сьогодення і висловлює занепокоєння Лоркою, особливо після інциденту на кораблі «Буран». Лорка все ще наполягає, що з ним все в порядку, і переводить розмову на інтимніші речі.
Ще в пам'яті Сарека, Бернем стикається з ним щодо того, що від Майкл приховано. Нарешті він показує їй спогад про те, як почув новину про її відмову. Вулканець висловлює занепокоєння щодо прийняття не лише одного, але двох невулканців (маючи на увазі Спока). Але керівник експедиції дозволяє прийняти одного, змушуючи Сарека зробити вибір. Він вирішив прийняти Спока і не розповів Бернем всієї історії. Потім він зізнається, що відчував сором і дозволяє їй знайти його. Він опритомнює на своєму кораблі і вмикає транспондер. Незабаром Тайлер знаходить його.
Корнуел лежить у ліжку з Лоркою і, сплячи, торкається шраму на спині. Інстинктивно Лорка кидається і направляє на неї фазер, потім відступає й вибачається. Це остання крапля для Корнуел, тепер переконаної, що він недостатньо стійкий, щоб мати справу з найбільшою зброєю Зоряного флоту. Вона йде, обіцяючи, що це триватиме недовго.
Лорка їде до лікарні, щоб дізнатись про порятунок Сарека. Коли Бернем дякує йому за місію, Лорка каже, що він зробтв це заради команди. А також пропонує їй посаду наукової офіцерки. Бернем заходить в лазарет, щоб підтвердити, чи Сарек пам'ятає, що сталося між ними. Він не говорить про це, але Бернем обіцяє, що колись вони зблизяться.
Корнуел проводить Лорку перед її місією — на перемовини з клінгонами замість Сарека, і він бажає їй добра.
У їдальні Тайлер запрошує Бернем поспілкуватися. Майкл зізнається, що ніколи не отримає від Сарека того, що вона хоче як від батька. Вони знову відштовхують одне одного.
Корнуел зустрічається з клінгонами на нейтральній території Канкрі-IV. Зібравшись у кімнаті, де мешкали деякі старійшини Канкрі, Корнуел починає зустріч з клінгонами. Однак після того, як вона закінчує вступ, клінгони вбивають силовиків і канкрійців, залишаючи в живих Корнуел. З'являється голографічне зображення Кола, і він каже — йому приємно, що вони захопили адміралку замість Сарека. Він обіцяє роду клінгонів технологію маскування за її захоплення.
Сару повідомляє Лорку про викрадення Корнуел. Лорка (що для нього нехарактерно) наказує Сару отримати вказівку від Командування Зоряного Флоту замість того, щоб йти відразу за нею. Він дивиться на зірки, а фазер стримить запханий за пояс.

## Сприйняття
Станом на січень 2021 року на сайті «IMDb» серія отримала 7.2 бала підтримки з можливих 10 при 4695 голосах користувачів. На «Rotten Tomatoes» 80 % при відгуках 20 експертів.

## Знімались
- Сонеква Мартін-Грін — Майкл Бернем
- Даг Джонс — Сару
- Шазад Латіф — Еш Тайлер
- Ентоні Репп — Пол Стамец
- Мері Вайзман — Сільвія Тіллі
- Джейсон Айзекс — капітан Габріель Лорка
- Джейн Брук — адмірал Корнуел
- Мері Чіффо — Л'Релл
- Вілсон Круз — Гаг Калбер
- Джеймс Фрейн — Сарек
- Міа Кіршнер — Аманда Грейсон
- Кеннет Мітчелл — Кол
- Конрад Коутс — Террал
- Емілі Коутс — Кейла Детмер
- Сара Мітіч — Ейріам
- Ойін Оладейо — Джоан Овосекун